# Slovenska popevka 1973
Slovenska popevka 1973 je potekala od 7. do 9. junija v ljubljanski Hali Tivoli. Vodila sta jo Vili Vodopivec in Nataša Dolenc. Predstavilo se je 22 novih popevk v dveh izvedbah, slovenski in tuji oziroma jugoslovanski.

## Nastopajoči
I. večer
| #   | Slovenska izvedba   | Tuja izvedba                         | Naslov pesmi                | Avtor glasbe  | Avtor besedila  | Avtor aranžmaja |
| --- | ------------------- | ------------------------------------ | --------------------------- | ------------- | --------------- | --------------- |
| 1.  | Berta Ambrož        | Ann Michel (Belgija)                 | Tivolski pastirček          | Vasko Repinc  | Duša Repinc     | Jože Privšek    |
| 2.  | Alfi Nipič          | Zdravko Čolić (Bosna in Hercegovina) | Rad bi ti dejal             | Ati Soss      | Elza Budau      | Ati Soss        |
| 3.  | Sonja Gabršček      | General (Madžarska)                  | Dokler smo mladi            | Bor Gostiša   | Nastja Žgur     | Dečo Žgur       |
| 4.  | Irena Kohont        | Doina Morosanu (Romunija)            | Črna ptica                  | Cveta Poženel | Branko Šömen    | Bojan Adamič    |
| 5.  | Marjetka Falk       | Steve Royal (Velika Britanija)       | Vsak je svoje nesreče kovač | Mojmir Sepe   | Dušan Velkaverh | Mojmir Sepe     |
| 6.  | Tatjana Gros        | Frank Ifield (Velika Britanija)      | Zato sem noro te ljubila    | Jože Privšek  | Miroslav Košuta | Jože Privšek    |
| 7.  | Srce                | Tony Craig (Velika Britanija)        | Spomin                      | Janez Bončina | Janez Bončina   | Janez Bončina   |
| 8.  | Oto Pestner         | Gianni Nazzaro (Italija)             | Tvoje solze                 | Oto Pestner   | Elza Budau      | Jože Privšek    |
| 9.  | Ditka Haberl        | Linda Lewis (Velika Britanija)       | Rojstvo                     | Jernej Jung   | Jernej Jung     | Janez Gregorc   |
| 10. | Lidija Kodrič       | Tina (Irska)                         | Nama                        | Ati Soss      | Gregor Strniša  | Ati Soss        |
| 11. | Nada Ladič & Strune | Les Troubadours (Francija)           | To smo mi                   | Dečo Žgur     | Dušan Velkaverh | Dečo Žgur       |

II. večer
| #   | Slovenska izvedba | Tuja izvedba                     | Naslov pesmi        | Avtor glasbe     | Avtor besedila  | Avtor aranžmaja |
| --- | ----------------- | -------------------------------- | ------------------- | ---------------- | --------------- | --------------- |
| 1.  | Alenka Pinterič   | Ljupka Dimitrovska (Hrvaška)     | On                  | Alenka Pinterič  | Branko Šömen    | Dečo Žgur       |
| 2.  | Boba Stefanović   | Zoran Leković (Srbija)           | Marjetica           | Aleksandar Korać | Peter Arnold    |                 |
| 3.  | Elda Viler        | Eric (Avstrija)                  | Ti                  | Jani Golob       | Elza Budau      | Mario Rijavec   |
| 4.  | Marjana Deržaj    | Anneke Grönloh (Nizozemska)      | Nič ne mine         | Ati Soss         | Gregor Strniša  | Ati Soss        |
| 5.  | Franci Rebernik   | Margarita Cantero (Kuba/Nemčija) | Pa bo pomlad prišla | Jože Privšek     | Miroslav Košuta | Jože Privšek    |
| 6.  | Majda Sepe        | Frank Schöbel (Vzhodna Nemčija)  | Ljubljanske ulice   | Mojmir Sepe      | Dušan Velkaverh | Mojmir Sepe     |
| 7.  | Braco Koren       | Dragan Mijalkovski (Makedonija)  | Tam je moj dom      | Dušan Porenta    | Marjan Stare    | Bojan Adamič    |
| 8.  | Janko Ropret      | Jana Matysová (Češka)            | Neizpolnjena želja  | Vasko Repinc     | Duša Repinc     | Jure Robežnik   |
| 9.  | Lado Leskovar     | Zvonko Špišić (Hrvaška)          | Zakaj               | Mojmir Sepe      | Frane Milčinski | Mojmir Sepe     |
| 10. | Bele vrane        | Tin Tin (Velika Britanija)       | Letalovlak          | Jože Privšek     | Dušan Velkaverh | Jože Privšek    |
| 11. | Edvin Fliser      | Dana (Irska)                     | Leti, leti lastovka | Boris Kovačič    | Gregor Strniša  | Mario Rijavec   |

1. ↑  Boba Stefanović, sicer srbski pevec, je skladbo Marjetice zapel v slovenščini.
2. ↑  Psevdonim Dušana Velkaverha.

## Seznam nagrajencev
Nagrade občinstva
- 1. nagrada: Leti, leti lastovka Borisa Kovačiča (glasba) in Gregorja Strniše (besedilo) v izvedbi Edvina Fliserja v alternaciji z Dano
- 2. nagrada: Tvoje solze Ota Pestnerja (glasba) in Elze Budau (besedilo) v izvedbi Ota Pestnerja v alternaciji z Giannijem Nazzarom
- 3. nagrada: Letalovlak Jožeta Privška (glasba) in Dušana Velkaverha (besedilo) v izvedbi skupine Bele vrane v alternaciji s skupino Tin Tin

Nagrade mednarodne žirije in nagrade revije Stop
- 1. nagrada mednarodne žirije in zlati prstan revije Stop: Zato sem noro te ljubila Jožeta Privška (glasba) in Miroslava Košute (besedilo) v izvedbi Tatjane Gros v alternaciji s Frankom Ifieldom
- 2. nagrada mednarodne žirije in srebrni prstan revije Stop: Zakaj Mojmirja Sepeta (glasba) in Franeta Milčinskega (besedilo) v izvedbi Lada Leskovarja v alternaciji z Zvonkom Špišićem
- 3. nagrada mednarodne žirije in bronasti prstan revije Stop: Nič ne mine Atija Sossa (glasba) in Gregorja Strniše (besedilo) v izvedbi Marjane Deržaj v alternaciji z Anneke Grönloh

Nagrada za aranžma
- Janez Gregorc za pesem Rojstvo

Nagrada za besedilo
- Frane Milčinski za pesem Zakaj

Nagrada za najboljšega skladatelja debitanta
- Janez Bončina za pesem Spomin
- Vasko Repinc za pesem Neizpolnjena želja